# 2016年伊斯坎德里耶炸弹袭击
2016年伊斯坎德里耶炸弹袭击是指2016年3月25日在伊拉克巴比伦省伊斯坎德里耶发生的炸弹袭击事件，事件已造成41人死亡，105人受伤。极端组织伊斯兰国宣称策划并实施了这次袭击，这也是该组织继布鲁塞尔连环爆炸案之后，三天内发动的第二起袭击事件。

## 背景
自2015年起，伊斯兰国在多国军事打击下节节败退，其在伊拉克境内西北部占领的土地也逐步被伊拉克政府军夺回。3月24日，伊拉克军队在美军空袭的协助下发起攻击，意图夺回北部重镇摩苏尔；爆炸发生之前不久，伊政府军刚宣布军队和逊尼派民兵已从伊斯兰国手中夺回安巴尔省的库贝萨镇（Kubeisa）。与此同时，该组织在全球各地发动多起恐怖袭击作为回击。3月，伊斯兰国在伊拉克城镇希拉制造汽车炸弹袭击造成60人死亡；在爆炸发生前三天的3月22日，伊斯兰国在比利时首都布鲁塞尔制造了连环爆炸案，造成至少31人死亡。分析人士预计，该组织在土地失守的同时会在全球制造更多类似形式的袭击。
伊斯坎德里耶以什叶派居民为主，位于首都巴格达和什叶派宗教圣城卡爾巴拉之间，在巴格达以南40公里。此前伊斯兰国已多次在巴格达附近发动针对什叶派的袭击行动。伊斯坎德里耶在伊拉克战争期间也曾多次遭到暴力袭击，被称作“死亡三角”。

## 经过
当地时间2016年3月25日下午7:15，伊斯坎德里耶附近村庄艾尔-艾斯利亚（Al-Asriya）的一座小型足球场遭到炸弹袭击。爆炸发生时恰逢一场当地足球比赛刚刚结束，当地官员正在向获胜球队颁奖。球赛由伊拉克什叶派武装力量“正义联盟”赞助。这一组织与伊朗有合作，在前线参与了打击伊斯兰国的行动。
球赛结束后，在官员准备向球员颁奖时，袭击者身穿炸弹腰带，走进聚集的围观人群，引爆了身上的炸弹。爆炸造成至少41人死亡，105人受伤。伤亡者中多是观看球赛的年轻人，其中17名死者是年龄在10-16岁之间的男孩。现场血迹斑斑，球场设施也遭到损坏。伊斯坎德里耶市长艾哈迈德·沙卡尔（Ahmed Shaker）本人伤势过重，送医后不治身亡。他的一名保镖和五名安保人员也在袭击中丧生。“正义联盟”的五名高级成员也在袭击中受伤。
爆炸后，伊斯兰国通过网络声称对袭击负责，而袭击者名为赛义夫拉·艾尔-安萨里（Saifullah al-Ansari）。根据袭击者的照片来看，其年龄尚不满20岁。伊斯兰国同时宣称此次袭击的目标是什叶派武装分子。

## 反响
爆炸发生后，巴比伦省宣布将哀悼三日。“正义联盟”在巴比伦省的领导人则表示这次袭击是对“正义联盟”的报复，伊斯兰国的目的是动摇人民对正义联盟的信任。联合国秘书长伊拉克事务特别代表扬·库比什（Ján Kubiš）称袭击事件是“暴行”，“可憎行径应当受到最强烈的谴责”。正在访问伊拉克的联合国秘书长潘基文以及美国国务院也谴责了袭击事件，并对遇难者表示哀悼。新上任的国际足联主席詹尼·因凡蒂诺提到“足球使人团结”，对足球比赛中发生袭击案表示痛心。亚足联也谴责了伊斯兰国在足球比赛和体育场馆中发动袭击的“可耻暴行”。